# اوم پوری
اوم پوری (به انگلیسی: Om Puri) (زاده ۱۸ اکتبر ۱۹۵۰–۶ ژانویه ۲۰۱۷) بازیگر هندی بود. اهالی هندوستان او را برای حضور مستمر در فیلم‌های جنگی و اکشن، جنگجوی سینمای بالیوود می‌نامیدند.

## بازیگری
اوم پوری در ۱۸ اکتبر ۱۹۵۰ در هاریانا هندوستان زاده شد. وی از سال ۱۹۷۵ با فیلم «کالا کالا» به دنیای سینما وارد شد و پس از ۲۲ سال فعالیت هنری در بیش از ۲۰۰ فیلم به ایفای نقش پرداخت.
او در چندین فیلم که محصول مشترک بالیوود و سینمای هند بود نیز بازی کرد که «بنیادگرای بی‌میل» و «شرق شرق است» و «سفر صد پایی» در برابر هلن میرن بازیگر بریتانیایی از جمله آن‌ها هستند.
به گفته سعید اختر میرزا از کارگردان‌های هندی، وی نشان داد که از ایفای نقش منفی هم نگرانی ندارد و می‌تواند به خوبی هم از پس این نقش‌ها برآید. وی افزود: این نشان دهنده شخصیت باقدرت و توانایی قوی نمایشی او بود.
وی که فارغ‌التحصیل انستیتو فیلم و تلویزیون هند و مدرسه ملی درام هند بود، جوایز متعددی نیز در کارنامه داشت.
پوری در کنار نصرالدین شاه و شابانا عظیم واسمیتا پاتیل به عنوان یکی از ستاره‌های جنبش سینمای متفاوت هند شناخته می‌شد که به شدت با محتوای زمخت بالیوود تضاد داشت.
توانایی هم‌زمان او برای همکاری با سینمای خانگی، بالیوود، هالیوود و سینمای بریتانیا وی را به بازیگری بین‌المللی بدل کرده بود و یکی از معدود بازیگران هندی بود که حتی پیش از عرفان خان و پریانکا چوپرا با سینمای غرب ارتباط برقرار کرده بود.

## فیلم‌شناسی
فهرست برخی از فیلم‌هایی که اوم پوری در آن‌ها به ایفای نقش پرداخته‌است:
- گرگ
- جنگ چارلی ویلسون
- صد قدم راه
- بیلوی آرایشگر
- استقبال
- جشن
- گودی‌پران بازی
- هولی
- هی رام
- مقبول
- جوانی
- بابل
- مسیر آتش
- رویاهای لندن
- دروازه چین
- شرق شرق است
- گاندی
- برادر باجرانگی
- نترس
- زعفرانی رنگش کن
- عروس را با خود خواهم برد
- دهلی-۶
- شبح و ظلمت
- کد ۴۶
- کتاب جنگل
- شهر لذت
- برای اینکه
- تیوبلایت
- ارتباط تقدیر
- بی‌سروصدا
- دان: تعقیب دوباره آغاز می‌شود
- دو
- قربانی
- آواره مجنون دیوانه
- هدف
- دان۲
- کلک
- آن
- عاشقان دیوانه می‌شوند
- سینگ شاه است
- اوه خدای من!
- تکرار زندگی
- همه را ترور کن
- زیبا
- عشق اتفاق می‌افتد
- وظیفه
- شرارت
- دیدی چی شد!
- هندی
- گایال: یک‌بار دیگر
- آخر حماقت
- نارسیمها
- راز: حقیقت پنهان
- پاسخ
- حکم اعدام
- کتاب مقدس عشق
- شهر رؤیاها
- منطقه
- رستگاری
- نیمی از حقیقت
- رقصنده دیسکو
- تماس
- کیسنا: شاعر جنگجو
- خانه نایب الملک
- خشم
- ادویه تند
- لمس
- بمبئی اکسپرس
- انقلاب
- دزد ناشی
- کریشنا
- عمه ۴۲۰
- برو راهتو برو
- مرد مجرد
- تا زمان مرگ
- طبل
- فقط اجازه دهید بروم دوستان
- تقاطع
- سیاست کثیف
- دهاتی‌های خوش‌شانس
- بازار
- پدر جان اول شما
- نیو دهلی تایمز
- مخبر
- آتش
- کمین
- جنگ افسانه‌ها
- دنیا
- برادر
- ویرانگر
- پسر متعصب من
- چوب کبریت
- خائن
- برنده
- صدمه
- چرا آلبرت پینتو عصبانی میشه؟
- میرزیا
- گرگ و میش
- دل گرفتارت شده
- جلاد
- بازی بز و ببر
- قبلاً شما را جایی دیده‌ام
- آستا
- افسر آزادی مشروط
- دام
- سکوت
- جنون

## درگذشت
بازیگر سرشناس و کهنه‌کار هندی که هم در بالیوود و هم در سینمای غرب شناخته شده بود، ششم ژانویه (صبح جمعه) در ۶۶ سالگی در خانه‌اش در ممبئی در اثر حمله قلبی درگذشت.
به گفته آنوپام خیر دوست وی، پوری ۶۶ ساله از بیماری قلبی رنج می‌برد.
با اعلام خبر درگذشت این بازیگر، چهره‌های بالیوودی، ناریندرا مودی نخست‌وزیر هند و دوستداران او در توییتر از درگذشت وی ابراز تاسف و با خانواده وی اعلام همدردی کردند.

## بخشی از جوایز و افتخارات
- کاندیدای بفتای بهترین بازیگر نقش اول مرد برای فیلم شرق شرق است در سال ۱۹۹۹
- دو بار برنده جایزه اصلی سینمایی هند «لوتوس نقره‌ای» برای بهترین بازیگر مرد